# Stjepan Babić
Stjepan Babić (Zagabria, 4 dicembre 1988) è un ex calciatore croato, di ruolo centrocampista.

## Carriera

### Club
Il 7 agosto 2017 viene acquistato a titolo definitivo dalla squadra rumena del Concordia Chiajna.

### Nazionale
Nel corso degli anni ha giocato varie partite con tutte le nazionali giovanili croate comprese tra l'Under-16 e l'Under-19.